# چنی ویلیامز

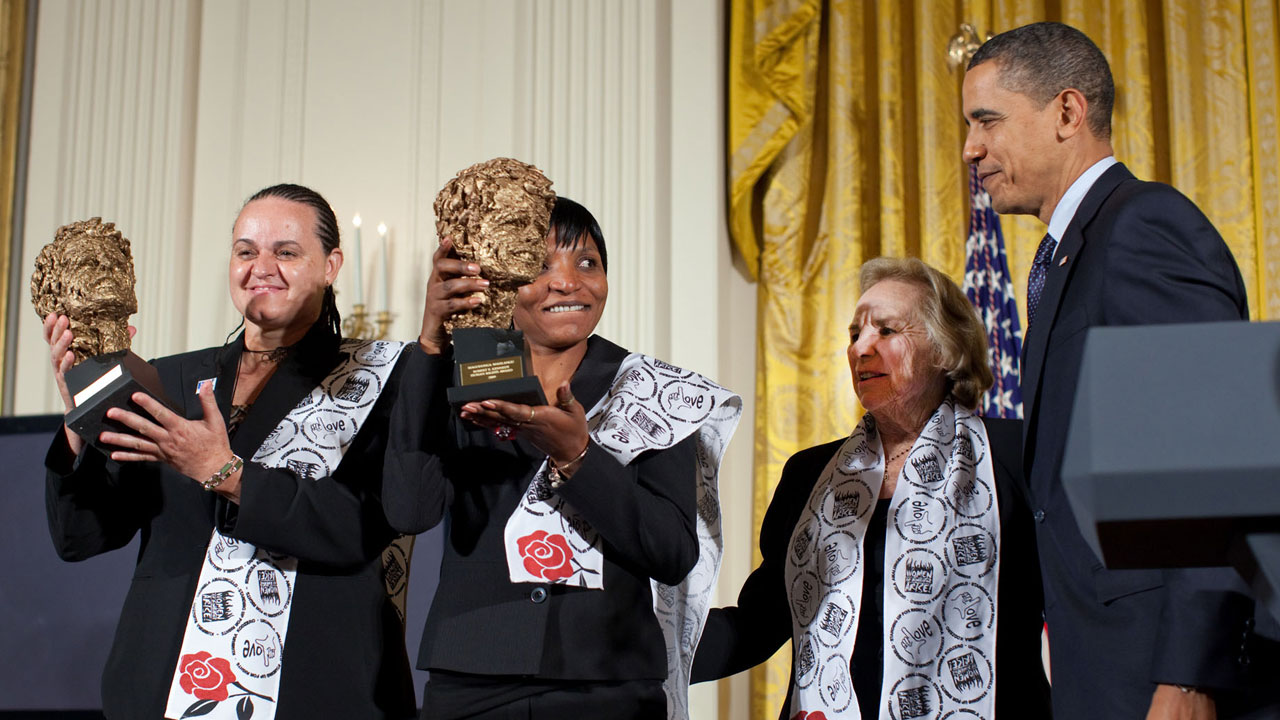
جنی ویلیامز در حال دریافت جایزه رابرت اف کندی از باراک اوباما، رئیس جمهور ایالات متحده

چنی ویلیامز (انگلیسی: Jenni Williams؛ زادهٔ ۱۹۶۲) فعال حقوق بشر اهل زیمبابوه است. او یکی از بنیانگذاران سازمان زنان زیمبابوه (Woza) می‌باشد. همچنین او از منتقدین برجسته دولت رابرت موگابه رئیس‌جمهور زیمبابوه بوده و روزنامه گاردین او را در سال ۲۰۰۹ به عنوان «یکی از سخت‌ترین مشکلات خارق‌العاده علیه دولت موگابه» توصیف کرد.
وی همچنین برندهٔ جوایزی همچون جایزه بین‌المللی زنان شجاع شده‌است.